# Constructivisme (épistémologie)
Pour les articles homonymes, voir Constructivisme.

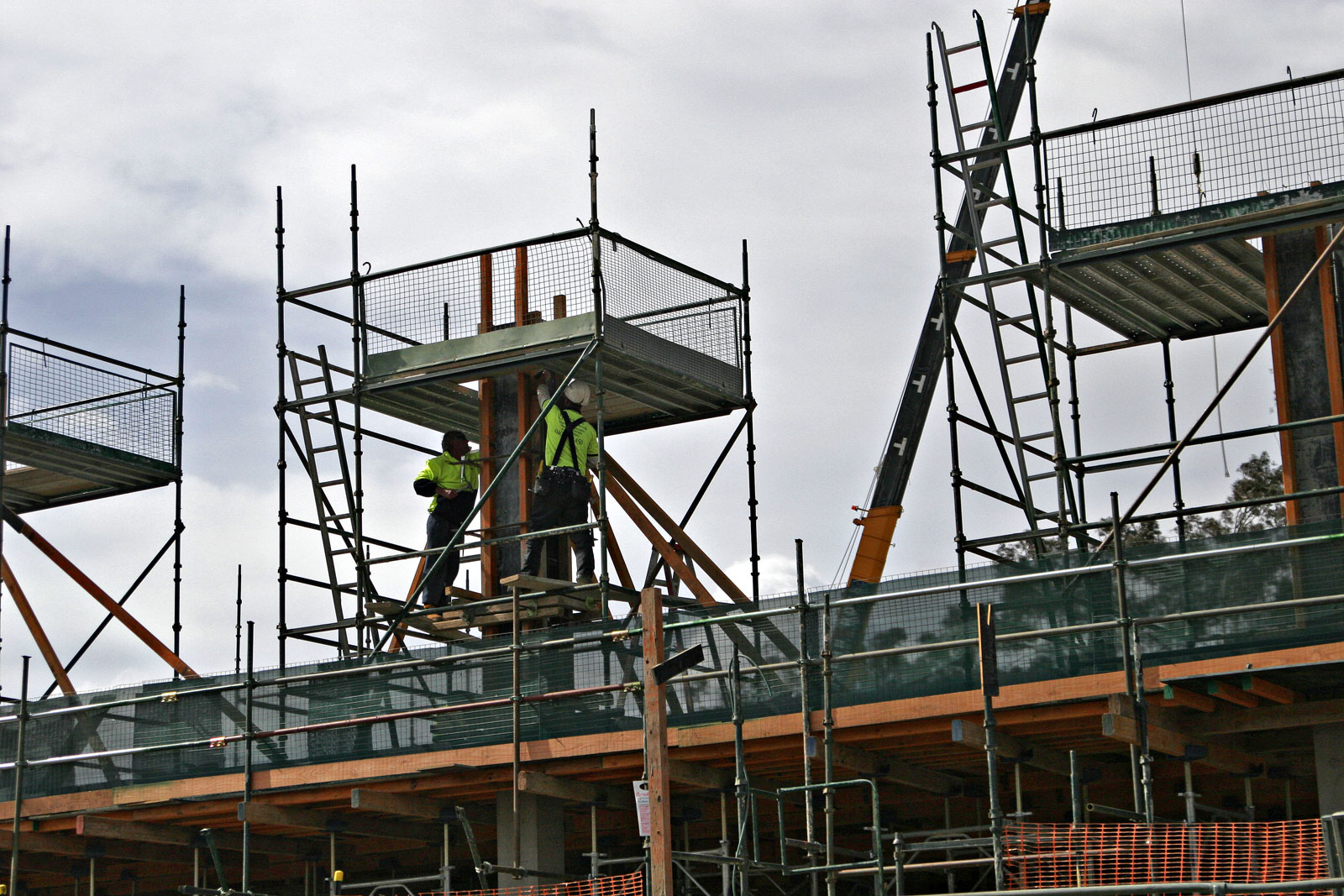
Chantier de construction. Le constructivisme présente les connaissances humaines comme des constructions (par exemple : des « construits sociaux »), et non comme le reflet fidèle des faits (tel qu'envisagé par le positivisme).

Le constructivisme en épistémologie est une théorie de la connaissance qui repose sur l'idée que notre image de la réalité, ou les notions structurant cette image, sont le produit de l'esprit humain en interaction avec cette réalité, et non le reflet exact de la réalité elle-même. Pour Jean-Michel Besnier, le constructivisme désigne d'abord « la théorie issue de Kant selon laquelle la connaissance des phénomènes résulte d'une construction effectuée par le sujet ». Il note qu'en un sens voisin « les travaux de Jean Piaget ont mis en lumière […] les opérations de l'intelligence dont résultent les représentations du monde ».
La conception constructiviste s'oppose à une certaine tradition dite réaliste, comme l'indique Ernst von Glasersfeld. Elle marque
« une rupture avec la notion traditionnelle selon laquelle toute connaissance humaine devrait ou pourrait s’approcher d’une représentation plus ou moins « vraie » d’une réalité indépendante ou « ontologique ». Au lieu de prétendre que la connaissance puisse représenter un monde au-delà de notre expérience, toute connaissance est considérée comme un outil dans le domaine de l’expérience. »
Il existe différents courants de pensée constructivistes, selon les disciplines auxquelles cette approche est appliquée et selon les perspectives envisagées.

## Courants de pensée
Ian Hacking distingue trois grandes familles de constructivisme,, qui chacune engage des considérations épistémologiques particulières :
- le constructivisme mathématique (de Luitzen Egbertus Jan Brouwer) ;
- un constructivisme philosophique développé notamment par des auteurs tels que Nelson Goodman, et que Ian Hacking appelle, avec Goodman, le « constructionnalisme »[5]. D'autres philosophies comme la phénoménologie de Edmund Husserl peuvent être rapprochées de cette forme de constructivisme[6] ;
- un constructivisme social, développé notamment par des sociologues des sciences, comme Michel Callon et Bruno Latour, que Ian Hacking appelle le « constructionnisme ». Il fait également référence à une théorie sociologique de la connaissance initiée par Peter L. Berger et Thomas Luckmann dans l'ouvrage La Construction sociale de la réalité (1966).

Selon Ian Hacking, ces trois constructivismes s'ignorent largement, mais tous ont en commun l'héritage de la pensée kantienne : « La plupart des constructionnistes n'ont jamais entendu parler du constructivisme en mathématiques. Les constructivistes, les constructionnistes et les constructionnalistes vivent dans des milieux intellectuels différents. Pourtant, les thèmes et les attitudes qui caractérisent chacun de ces "ismes" ne sont pas tellement différents. De tous trois, nous apprenons que les choses ne sont pas ce qu'elles semblent être ». C'est en cela que tous ces constructivismes logent dans la « maison de Kant », qui fut, toujours selon Ian Hacking, le « grand pionnier de la construction », et dont tous les constructivismes, « y compris le constructionnisme social, semblent dériver ».
Il existe par ailleurs une quatrième famille qui se réclame du constructivisme dans le champ de l'épistémologie : le constructivisme radical, développé notamment par Ernst von Glasersfeld à partir des travaux de cybernétique et de systémique, et repris en France par Jean-Louis Le Moigne sous le nom d'épistémologie constructiviste. On y croise notamment les travaux d'épistémologie génétique de Jean Piaget, qui présente les « épistémologies constructivistes » (au pluriel) en 1967 dans l'article de l'Encyclopédie de la Pléiade « Logique et Connaissance scientifique », ou encore les travaux d'épistémologie complexe d'Edgar Morin.

## Histoire
Les constructivismes épistémologiques, s'ils dérivent largement de la pensée de Kant, plongent leurs racines dans des traditions philosophiques plus anciennes, depuis le scepticisme de l'Antiquité jusqu'au nominalisme du Moyen Âge. Mais pas seulement, il peut aussi avoir lieu au moment de la Renaissance, avec Léonard de Vinci.
Pour Tom Rockmore (en), le constructivisme philosophique « fut inventé par Hobbes, repris et corrigé par Giambattista Vico, et encore découvert à nouveau de façon indépendante par Kant ». À la suite de Kant, il cite parmi les penseurs constructivistes « des idéalistes allemands comme Fichte, Hegel, et Marx, des "hégéliens" tels Cassirer, Croce et Collingwood et des pragmatistes américains, tels que Peirce et Dewey ».
Cette liste est néanmoins à considérer avec précaution, parce qu'il y a très peu de liens entre l'épistémologie exposée par Thomas Hobbes au début du Léviathan et celle exposée par Emmanuel Kant dans la Critique de la raison pure.

### Les Lumières
Giambattista Vico (1668-1744), considéré comme le premier « vrai constructiviste » par Ernst von Glasersfeld, propose l’ingenio, « cette étrange faculté de l'esprit qui est de discerner pour relier et conjoindre » à la place de la méthode de Descartes, qui vise à « cerner pour diviser et séparer ». Il insiste également sur l'importance de l'action pour la cognition (« Verum ipsum factum » : « Le vrai est le faire même »).

### Le constructivisme de Kant
De la même façon, que Ian Hacking considère Emmanuel Kant comme le « grand pionnier de la construction », pour Tom Rockmore, « la révolution copernicienne de Kant est constructiviste de part en part ».

### XIXesiècle
Les tenants du pragmatisme, école américaine (fin XIXe–début XXe siècle) fondée par Charles Sanders Peirce (1839-1914), considèrent qu'une théorie ne se distingue d'une autre que par les effets qu'elle produit une fois qu'elle est posée. Peirce introduit notamment le concept d'abduction, par lequel une règle hypothétique est générée par un cas unique ou un fait surprenant. Contrairement à l'induction et à la déduction, l'abduction est, selon Peirce, le seul mode de raisonnement par lequel on peut aboutir à des connaissances nouvelles. Les deux autres grandes figures du pragmatisme sont William James (1842–1910) et John Dewey (1859–1952).
Le philosophe allemand Hans Vaihinger (1852–1933), dans sa Philosophie des Als Ob (philosophie du « comme si »), défend l'idée que nous ne pouvons percevoir que des phénomènes, à partir desquels nous construisons des modèles de pensée fictionnels auxquels nous accordons une valeur de réalité. Nous nous comportons « comme si » le monde correspondait à nos modèles. Vaihinger souligne que « nous sommes habitués à considérer comme réel tout ce à quoi nous donnons un nom, sans penser que nous pouvons certes attribuer un nom au réel, mais aussi à l'irréel ».

### XXesiècle
L'écrivain français Paul Valéry (1871–1945) rappelle l'importance de la représentation et de l'action : « On a toujours cherché des explications quand c’étaient des représentations qu’on pouvait seulement essayer d’inventer […] ma main se sent touchée aussi bien qu’elle touche ; réel veut dire cela, et rien de plus […] Les vérités sont choses à faire et non à découvrir, ce sont des constructions et non des trésors ».
Gaston Bachelard (1884–1962) insiste sur la question, ou le problème, qui précède toute construction théorique : « Et, quoi qu’on en dise, dans la vie scientifique, les problèmes ne se posent pas d’eux-mêmes. C’est précisément ce sens du problème qui donne la marque du véritable esprit scientifique. Pour un esprit scientifique, toute connaissance est une réponse à une question. S’il n’y a pas eu de question, il ne peut y avoir de connaissance scientifique. Rien ne va de soi. Rien n’est donné. Tout est construit ».
En introduisant la notion de projet, Bachelard réintroduit (sans prononcer le mot) le caractère téléologique de l'épistémologie ; il souligne ainsi que « dans la pensée scientifique, la méditation de l’objet par le sujet prend toujours la forme du projet. C'est l'objectivation qui domine l'objectivité ; l'objectivité n'est que le produit d'une objectivation correcte ».
Pour Bachelard, « Il faudrait ici créer un mot nouveau, entre compréhension et extension, pour désigner cette activité de la pensée empirique inventive […] comme au temps d'Abélard, nous voudrions nous fixer nous-mêmes dans une position moyenne, entre les réalistes et les nominalistes, entre les positivistes et les formalistes, entre les partisans des faits et les partisans des signes ».
Parmi les participants aux Conférences Macy on peut citer Norbert Wiener (1894–1964), un des fondateurs de la cybernétique, et son texte « Behavior, purpose and teleology » (1943), qui réhabilite la notion de finalité à travers la téléonomie ; Gregory Bateson (1904–1980) et son ouvrage de référence Vers une écologie de l'esprit, 1972 ; Heinz von Foerster (1911–2002) qui, invité par Jean Piaget au Symposium d'épistémologie génétique de 1976 à Genève, présenta « Objects: Tokens for (Eigen-)Behaviors », texte qui allait devenir une référence pour le constructivisme.
Jean Piaget (1896–1980), après la création en 1955 du Centre International pour l'Épistémologie Génétique à Genève, est le premier à utiliser l'expression « épistémologies constructivistes » (au pluriel) en 1967 dans Logique et connaissance scientifique, un texte majeur pour l'épistémologie. Jean Piaget est « la figure de proue du constructivisme et de la rupture avec les idées conventionnelles sur l’acquisition des connaissances ». Pour Piaget, « on ne connaît un objet qu’en agissant sur lui et en le transformant ».
Herbert Simon (1916–2001) nomme « sciences de l'artificiel » ces nouvelles sciences (cybernétique, sciences cognitives, sciences de la décision et de l'organisation) qui, du fait de l'abstraction de leur objet (information, communication, décision), ne trouvent pas leur place dans l'épistémologie classique avec la méthode expérimentale et la réfutabilité.
Ernst von Glasersfeld (1917–2010) est l'auteur prolifique d'un constructivisme qu'il qualifiera de « radical ».
Paul Watzlawick (1921-2007), figure de proue de l'École de Palo-Alto et promoteur de la Nouvelle communication, publie en 1981 l'ouvrage collectif L'invention de la réalité qui comprend notamment des articles de Ernst von Glasersfeld et de Heinz von Foerster. Pour Watzlawick, « la psychothérapie constructiviste n'a pas l'illusion de croire qu'elle va faire voir au client le monde tel qu'il est réellement. Au contraire, le constructivisme est pleinement conscient de ce que la nouvelle vision du monde est, et ne peut être que, une autre construction, une autre fiction, mais une vision utile, moins douloureuse ».
Edgar Morin (né en 1921) définit sa façon de penser comme « co-constructiviste » en précisant : « je parle de la collaboration du monde extérieur et de notre esprit pour construire la réalité ». Son œuvre monumentale qu'est la Méthode est une source de premier ordre pour le constructivisme et la connaissance de la connaissance en général. « Toute connaissance acquise sur la connaissance devient un moyen de connaissance éclairant la connaissance qui a permis de l’acquérir. […] La connaissance élaborante essaie de se connaître à partir de la connaissance qu’elle élabore, et qui lui devient ainsi collaborante ».
Jean-Louis Le Moigne (né en 1931), dans une œuvre encyclopédique, vise à donner ses lettres de noblesse au constructivisme. « La connaissance implique un sujet connaissant et n’a pas de sens ou de valeur en dehors de lui ».
Anthony Wilden (né en 1935) aborde des thématiques constructivistes avec sa théorie des contextes. Il a travaillé avec Gregory Bateson à l’élaboration de la cybernétique de la deuxième génération d’où sortira l’approche écosystémique.
Mioara Mugur-Schächter, issue de la physique quantique, élabore une méthode intitulée Méthode de Conceptualisation Relativisée (MCR) d'inspiration nettement constructiviste.
Mikkel Borch-Jacobsen (né en 1951) aborde l'histoire de la psychiatrie et de la psychanalyse dans une perspective constructiviste.
Pour Jean-Paul Baquiast et Christophe Jacquemin, de la revue en ligne Automates Intelligents, « les prétendus phénomènes sociaux ne sont pas des réalités en soi d'un réel transcendantal — non plus d'ailleurs que les objets du monde physique. Ce sont des constructions élaborées par certains observateurs utilisant certains instruments et poursuivant ce faisant certaines finalités qui les intéressent en propre mais qui ne peuvent prétendre à l'universel ».[réf. nécessaire]

## Description
Jean Piaget proposait de définir l’épistémologie « en première approximation comme l’étude de la constitution des connaissances valables », dénomination qui, selon Le Moigne, permet de poser les trois grandes questions :
- qu’est ce que la connaissance (la question gnoséologique) ?
- comment est-elle constituée ou engendrée (la question méthodologique) ?
- comment apprécier sa valeur ou sa validité ?

### Gnoséologie: qu’est ce que la connaissance?
Pour répondre à cette question, Jean-Louis Le Moigne pose deux hypothèses : d'une part une hypothèse phénoménologique, selon laquelle l’objet ou le phénomène à connaître est inséparable du sujet connaissant; d'autre part une hypothèse téléologique (la téléologie étudie les systèmes de finalisation), qui se rapporte au but qui motive toujours le sujet connaissant.
Ces hypothèses s’opposent à celles de l’épistémologie positiviste, soutenue par l’hypothèse ontologique selon laquelle la réalité existe en soi, et de l'épistémologie réaliste, soutenue par l’hypothèse déterministe.

#### Pas d’objet sans sujet
« La connaissance implique un sujet connaissant et n’a pas de sens ou de valeur en dehors de lui », explique Jean-Louis Le Moigne qui appelle cela « l’hypothèse phénoménologique ». Ce qui signifie qu’il n’y a pas d’objet d’étude sans sujet étudiant.
« Ma main se sent touchée aussi bien qu’elle touche. Réel veut dire cela, rien de plus », disait Valéry.
Piaget l'exprime ainsi : « On ne connaît un objet qu’en agissant sur lui et en le transformant ». Et pour Arthur Schopenhauer « tout ce qui existe, existe seulement pour le sujet ».
À l'interprétation de Copenhague, la mécanique quantique a d'ailleurs corroboré cette vision de l’observateur comme indissociable de la mesure effectuée (réduction de la fonction d'onde lors de la mesure).

#### Téléologie: le sujet a toujours un but
La présence du sujet invite à se demander pourquoi celui-ci avance tel modèle ou telle théorie, dans quel but, pour quelle finalité ; ce que Jean-Louis Le Moigne appelle l’hypothèse téléologique. Car l’homme cherchant, modélisant, a toujours une motivation, un but. Dans certains cas, l’institution ou la personne qui mène une recherche est aussi un acteur qui a son propre but ou intérêt et pour lequel le résultat n’est pas neutre, ce qui peut amener évidemment un biais dans l’étude. Gaston Bachelard l'exprima parfaitement en écrivant que « la méditation de l’objet par le sujet prend toujours la forme du projet ».[réf. nécessaire] Si chaque sujet a son point de vue, alors comment produire une connaissance ?

### Méthodologie: comment la connaissance est-elle engendrée?

#### Modélisationsystémiquecomplexe
Le modèle est un outil qui ne doit pas être confondu avec le réel, car « la carte n’est pas le territoire » (Alfred Korzybski). En effet, le monde observé ne saurait être mis en équations ou décrit complètement.
Edgar Morin présente dans le court article « Pour une réforme de la pensée » les éléments sur lesquels peut s'appuyer une modélisation systémique complexe :
« La pensée complexe est une pensée qui cherche à la fois à distinguer — mais sans disjoindre — et à relier. D'autre part, il faut traiter l'incertitude. Le dogme d'un déterminisme universel s'est effondré. L'univers n'est pas soumis à la souveraineté absolue de l'ordre, il est le jeu et l'enjeu d'une dialogique (relation à la fois antagoniste, concurrente et complémentaire) entre l'ordre, le désordre et l'organisation ».
« La pensée de la complexité se présente […] comme un édifice à plusieurs étages. La base est formée à partir de la théorie de l'information, de la cybernétique et de la théorie des systèmes et comporte les outils nécessaires pour une théorie de l'organisation. Vient ensuite un deuxième étage avec les idées de Von Neumann, Von Foerster, Atlan et Prigogine sur l'auto-organisation. À cet édifice, j'ai voulu apporter des éléments supplémentaires, notamment, trois principes que sont le principe dialogique, le principe de récursion et le principe hologrammatique ».
« Le principe dialogique unit deux principes ou notions antagonistes, qui apparemment devraient se repousser l'un l'autre, mais qui sont indissociables et indispensables pour comprendre une même réalité. Le physicien Niels Bohr a reconnu la nécessité de penser les particules physiques à la fois comme corpuscules et comme ondes. Blaise Pascal avait dit : « Le contraire d'une vérité n'est pas l'erreur, mais une vérité contraire » ; Bohr le traduit à la façon : « Le contraire d'une vérité triviale est une erreur stupide, mais le contraire d'une vérité profonde est toujours une autre vérité profonde. » Le problème est d'unir des notions antagonistes pour penser les processus organisateurs et créateurs dans le monde complexe de la vie et de l'histoire humaine.
Le principe de récursion organisationnelle va au-delà du principe de la rétroaction (feed-back) ; il dépasse la notion de régulation pour celle d'autoproduction et auto-organisation. C'est une boucle génératrice dans laquelle les produits et les effets sont eux-mêmes producteurs et causateurs de ce qui les produit. Ainsi, nous individus, sommes les produits d'un système de reproduction issu du fond des âges, mais ce système ne peut se reproduire que si nous-mêmes en devenons les producteurs en nous accouplant. Les individus humains produisent la société dans et par leurs interactions, mais la société, en tant que tout émergeant, produit l'humanité de ces individus en leur apportant le langage et la culture.
Le troisième principe « hologrammatique » enfin, met en évidence cet apparent paradoxe de certains systèmes où non seulement la partie est dans le tout, mais le tout est dans la partie : la totalité du patrimoine génétique est présent dans chaque cellule individuelle. De la même façon, l'individu est une partie de la société, mais la société est présente dans chaque individu en tant que tout, à travers son langage, sa culture, ses normes. »

#### Principe de raison dialectique
A contrario de la vision classique, Edgar Morin souligne qu'« il faut abandonner tout espoir de fonder la raison sur la seule logique» et il précise que « la vraie rationalité reconnaît ses limites et est capable de les traiter (méta-point de vue), donc de les dépasser d'une certaine manière tout en reconnaissant un au-delà irrationalisable ».
C'est ce qu'exprimait déjà Montaigne, dans les Essais :
« Puisque les sens ne peuvent arrêter notre dispute, étant pleins eux-mêmes d'incertitude, il faut que ce soit la raison ; aucune raison ne s'établira sans une autre raison : nous voilà à reculons jusques à l'infini ».
Pour Jean-Louis Le Moigne, « la raison humaine "a plus d'un tour dans son sac" (Les ruses de la raison) : tirant parti de la complexité des représentations symboliques (en particulier discursive) qu'elle sait construire, elle saura produire des inférences plausibles par lesquelles elle donnera sens ou intelligibilité aux phénomènes qu'elle cherche à interpréter ». Il se réfère également à Herbert A. Simon qui « proposera d'appeler "procédurales" ces formes de la rationalité exprimant les "délibérations" de l'esprit développant consciemment ces "interactions moyens–fins–moyens–fins […]" qui caractérisent la dialectique récursive, la pensée des moyens de la fin devenant le moyen de repenser les fins ».[réf. nécessaire]

### Valeur de la connaissance etréalité

#### Une connaissance «comme une symphonie»
Comme le postmodernisme, le constructivisme a été soupçonné, parfois violemment, de relativisme nihiliste, ce à quoi Edgar Morin réplique que « le fond du nihilisme contemporain, je le surmonte en disant que s'il n'existe pas de fondement de certitude à partir duquel on puisse développer une connaissance vraie, alors on peut développer une connaissance comme une symphonie. On ne peut pas parler de la connaissance comme d'une architecture avec une pierre de base sur laquelle on construirait une connaissance vraie, mais on peut lancer des thèmes qui vont s'entre-nouer d'eux-mêmes ».
C'est bien d'une nouvelle conception de la connaissance qu'il s'agit, formulant un nouveau paradigme.

#### Une connaissance «actionnable»
S'inspirant du pragmatisme, Jean-Louis Le Moigne emploie l'expression « connaissance actionnable » dans l'ouvrage Le constructivisme, t. 3 : Modéliser pour comprendre.
« On a toujours cherché des explications quand c’était des représentations qu’on pouvait seulement essayer d’inventer », disait Paul Valéry. Ainsi le constructivisme propose une connaissance vue comme une représentation, ou un modèle, qui par la compréhension qu'elle nous apporte sur un phénomène, nous permet de mener une action sur lui. E. von Glaserfeld l'exprime ainsi : « Ne plus considérer la connaissance comme la recherche de la représentation iconique d'une réalité ontologique, mais comme la recherche de manière de se comporter et de penser qui convienne. La connaissance devient alors quelque chose que l'organisme construit dans le but de créer de l’intelligibilité dans le flux de l'expérience ».

#### Uneréalitéreprésentée
À la suite de Kant, l'épistémologie constructiviste voit la réalité objective, le réel en soi comme une limite impossible à atteindre. La réalité que nous pouvons appréhender est vue comme une représentation — « le monde est ma représentation », mais est aussi « ma volonté » selon Arthur Schopenhauer — tandis que l'objectivité se voit remplacée par une intersubjectivité.
Cette position est justifiée notamment par les travaux de Mioara Mugur-Schächter avec ce qu'elle appelle une Méthode de Conceptualisation Relativisée (MCR), qui étend le regard issu de la physique quantique aux autres disciplines.
Ainsi, Mugur-Schächter explique que « le concept de "connaissance de la réalité physique telle qu’elle est en elle-même" est auto-contradictoire » car l'expression ‘telle qu’elle est’ dit-elle « impliquent des qualifications », tandis que l’expression ‘en elle-même’ « nie toute qualification accomplie », or « toute description (…) implique un objet de la description et des qualifications de cet objet, qui en constituent la description ».
D'ailleurs, Montaigne faisait une démonstration semblable en remarquant, dans les Essais, que :
« Pour juger des apparences que nous recevons des sujets, il nous faudrait un instrument judicatoire ; pour vérifier cet instrument, il nous y faut de la démonstration; pour vérifier la démonstration, un instrument : nous voilà au rouet. »
Par ailleurs, Paul Watzlawick note qu'« une idée, pour peu qu'on s'y accroche avec une conviction suffisante, qu'on la caresse et la berce avec soin, finira par produire sa propre réalité ».

## Constructivisme et disciplines scientifiques
C'est souvent à partir de disciplines scientifiques spécifiques que s'est développé l'épistémologie. Parmi les références du constructivisme, plusieurs auteurs se sont référés à des époques différentes aux « nouvelles sciences » : Giambattista Vico et son ouvrage La scienza nuova dès 1708, Gaston Bachelard et Le nouvel esprit scientifique (1934), Herbert Simon et la nouvelle science de l'artificiel (The science of the artificial, 1969).

### Constructivisme et science physique
Cette épistémologie formalisée (MCR) introduit un véritable saut épistémologique : il s'agit d'une épistémologie qualitative mais formalisée, construite par des généralisations appropriées à partir de l'étude des fondements de la mécanique quantique. La démarche est déductive, fondée sur un nombre restreint de principes, de postulats et de définitions. Elle est enracinée directement dans la factualité physique a-conceptuelle. On y établit une unification profonde, génétique, entre logique et probabilités. La place du sens dans la théorie de l'«information» de Shannon y est élucidée. On y construit un algorithme d'identification de la loi factuelle de probabilités à poser sur l'univers des événements élémentaires d'un espace de probabilités. On y définit des mesures relativisées de complexité qui sauvegardent les contenus sémantiques.

### Herbert Simon et les «sciences de l'artificiel»
Par l'expression « sciences de l'artificiel », Herbert Simon entend désigner ces disciplines dont l'objet d'étude est créé par l'homme et non issu de la nature, à savoir : à partir de la théorie de l'information, la cybernétique, l'informatique, l'automatique, mais aussi les sciences de la cognition, de la décision, etc. Ces disciplines, qui n'ont pas trouvé place dans la classification classique des sciences observant la nature, se voient réintégrées par le constructivisme. En effet, celui-ci considère tout objet d'étude comme construit par un sujet, y compris les sciences naturelles traditionnelles.

### Le constructivisme en psychologie
En psychologie, le constructivisme est considéré comme une théorie de l’apprentissage, développée, entre autres, par Jean Piaget ou encore par les membres de l'École de Palo Alto en réaction au behaviorisme.
L'École de Palo Alto est un courant de pensée et de recherche ayant pris le nom de la ville de Palo Alto en Californie, à partir du début des années 1950. On le cite en psychologie et psycho-sociologie ainsi qu'en sciences de l'information et de la communication. Ce courant est notamment à l'origine de la thérapie familiale et de la thérapie brève. Parmi ses principaux fondateurs on trouve Gregory Bateson, Donald D. Jackson, John Weakland, Jay Haley, Richard Fisch et Paul Watzlawick.
En 1976, Heinz von Foerster, qui, comme Gregory Bateson, avait participé aux conférences Macy, se lie au MRI à l'occasion de la deuxième conférence à la mémoire de Donald D. Jackson, au cours de laquelle il fait un exposé sur la portée des fondements du constructivisme radical sur la psychothérapie.
Le constructivisme devient progressivement un des fondements de l'approche de Palo-Alto, comme en témoigne la publication en 1981 de L'invention de la réalité, Contributions au constructivisme sous la direction de Paul Watzlawick, qui comprend des contributions de von Foerster et von Glasersfeld.

### Le constructivisme social
En sociologie, le constructivisme social est au croisement de différents courants de pensée et fut présenté par Peter L. Berger et Thomas Luckmann dans leur livre The Social Construction of Reality (1966) à la suite des travaux de Alfred Schütz. Ce dernier cherche à découvrir la manière dont la réalité sociale et les phénomènes sociaux sont « construits » c’est-à-dire la manière dont ces phénomènes sont créés, institutionnalisés et transformés en traditions. Dans son œuvre Choses dites, le sociologue Pierre Bourdieu propose de donner à sa théorie sociologique le nom de « structuralisme constructiviste » ou de « constructivisme structuraliste », affichant par là sa volonté de dépasser l'opposition fréquente en sociologie entre le structuralisme (qui affirme la soumission de l'individu à des règles structurelles) et le constructivisme (qui fait du monde social le produit de l'action libre des acteurs sociaux).
Cependant, il faut préciser, comme le note Marc Loriol dans l'article « Réflexions sur la notion de "construction sociale" »[réf. nécessaire], que la conception de la réalité des sociologues utilisant la notion de « construction sociale » est diverse, s'éloignant parfois singulièrement de la conception de la réalité des épistémologies constructivistes.

### Économie et constructivisme
Claude Mouchot présente dans son ouvrage Méthodologie économique ce que peut constituer une approche constructiviste en économie. Évoquant les conceptions épistémologiques issues de la physique, il titre : « Le point de vue dominant aujourd'hui : le constructivisme ». Il montre notamment que les « représentations de l'économie font partie de l'économie ».
Robert Delorme a fait des travaux sur la complexité en économie.
Par ailleurs, on peut noter le développement d'une approche constructiviste en géographie.

## Apport du constructivisme
Le constructivisme propose de dépasser les antinomies classiques idéalisme / empirisme, sujet / objet, etc.
Cette position dépasse le réalisme scientifique tout en évitant le piège du relativisme.
En cherchant à produire des connaissances actionnables « qui marchent », le constructivisme réhabilite la notion d'analogie et donne ses lettres de noblesse aux disciplines appliquées comme l'ingénierie et le management. Un siècle avant la méthode de Descartes, explique Jean-Louis Le Moigne, Léonard de Vinci invente sur le papier le parachute, l’hélicoptère et le sous-marin. Il est ainsi, poursuit-il, un symbole de l'intelligence concevant un modèle valide par le dessin : c'est le disegno en italien qui a donné design en anglais.

## Critiques
Un certain nombre de critiques ont été formulées à l’encontre du constructivisme social et, en filigrane, de l'épistémologie constructiviste.
La plus fréquente est celle que cette théorie fait le lit du relativisme, car elle définit la vérité comme une « construction » sociale qui dépend donc de la société où elle apparaît. Ceci aboutit à des accusations de contradiction interne : en effet, si ce qui doit être considéré comme « vrai » est relatif à une société particulière, alors cette conception constructive doit elle-même n’être vraie que dans une société particulière. Elle pourrait bien être « fausse » dans une autre société. Si c’est le cas, le constructivisme serait faux dans cette société. En outre, cela signifie que le constructivisme social peut à la fois être vrai et faux. Les détracteurs du constructivisme rappellent alors cet axiome de logique : « si une proposition est à la fois vraie et non vraie, elle est non vraie » ; donc selon les principes mêmes du constructivisme social, celui-ci est faux.
Une autre critique du constructivisme consiste à rappeler qu'il soutient que les concepts de deux formations sociales différentes sont entièrement différents et ne peuvent être comparés. Si c’est le cas, il est impossible de juger, en les comparant, des déclarations effectuées selon chacune de ces visions du monde. Ceci parce que les critères pour effectuer cette comparaison devront bien être issus d’une vision du monde concrète.
Les constructivistes prétendent souvent que le constructivisme libère parce que :
1. il permet aux groupes opprimés de reconstruire « le monde » conformément à leurs intérêts propres plutôt qu’en fonction des intérêts des groupes dominants dans la société ;
2. il oblige des personnes à respecter les conceptions du monde alternatives des groupes opprimés parce qu'il n'y a aucune manière de les considérer comme étant inférieures aux conceptions du monde dominantes. Mais comme le philosophe wittgensteinien Gavin Kitching[42] l’indique, les constructivistes adoptent habituellement implicitement une perspective déterministe de la langue qui contraint sévèrement les esprits et l'utilisation des mots par des membres des sociétés : ces esprits « ne sont pas simplement construits » par la langue, mais ils sont littéralement « déterminés » par celle-ci. Kitching relève la contradiction : on ne sait trop comment, mais l’adepte du constructivisme n'est pas sujet à cette contrainte déterministe. Alors que les autres personnes sont le jouet des concepts dominants de leur société, l'adepte du constructivisme peut identifier et dépasser ces concepts. Edward Mariyani-Squire a fait une remarque semblable[43] :

« Même si le constructivisme social devait être vrai, il n'y a rien de particulièrement libérateur à savoir que les entités sont des constructions sociales. Considérer que la Nature est une construction sociale n’apporte pas nécessairement d’avantage politique si, en tant qu’agent politique, on se voit systématiquement coincé, marginalisé et soumis par une construction sociale. En outre, quand on se penche sur une grande partie du discours constructiviste social (en particulier celui influencé par Michel Foucault), on observe un genre de bifurcation entre le théoricien et le non-théoricien. Le théoricien joue toujours le rôle du constructeur des discours, alors que le non-théoricien joue le rôle de sujet construit d'une façon totalement déterministe.

Ceci n’est pas sans rappeler la remarque déjà faite au sujet du théisme solipsistique avec ici le théoricien, au moins au niveau conceptuel, qui « joue Dieu » avec son sujet (quel qu’il soit). Bref, alors qu’on pense souvent que le constructivisme social induit souplesse et non-déterminisme, il n’y aucune raison logique de ne pas considérer les constructions sociales comme fatalistes. »

### Études générales
- Gaston Bachelard, Le nouvel esprit scientifique, 1934  (ISBN 2130443745)
- Gaston Bachelard, La formation de l'esprit scientifique, 1938  (ISBN 2711611507)
- Normand Baillargeon, « De bien fragiles assises : le constructivisme radical et les sept péchés capitaux » dans Contre la réforme pédagogogique, Montréal, vlb éditeur, 2008  (ISBN 978-2-89649-046-2)
- (en) Peter L. Berger et Thomas Luckmann, The Social Construction of Reality, New York, Doubleday, 1966
- Cédric Cagnat, La construction collective de la réalité, L'Harmattan, 2004.
- Mikkel Borch-Jacobsen, Constructivisme et psychanalyse, 2005, avec Bernard Granger, débats avec Georges Fischman
- Ernst von Glasersfeld, Site Web : nombreux articles en ligne (en anglais et allemand, quelques-uns en français)
- Ernst von Glasersfeld, Pourquoi le constructivisme doit-il être radical ? / (en) An Introduction to Radical Constructivism
- Ian Hacking, Entre science et réalité : La construction sociale de quoi ?, Paris, La Découverte, 2001.
- Douglas Hofstadter, Gödel, Escher, Bach : Les Brins d'une Guirlande Éternelle, 1979
- Jean-Louis Le Moigne, La Théorie du système général. Théorie de la modélisation, 1977, PUF. Rééditions en 1986, 1990, 1994 et 2006 ; disponible en ligne
- Jean-Louis Le Moigne, Les épistémologies constructivistes, coll. « Que sais-je ? », 1999  (ISBN 978-2-13-060681-9)
- Jean-Louis Le Moigne, Le constructivisme, L'Harmattan
  - 2001, Les enracinements (t. 1)  (ISBN 2747525759)
  - 2002, Épistémologie de l’interdisciplinarité (t. 2)  (ISBN 2747534715)
  - 2003, Modéliser pour comprendre (t. 3)  (ISBN 2747556271)
- Edgar Morin, La Méthode (6 volumes)
  - 1977, La Nature de la nature (t. 1)  (ISBN 2020046342)
  - 1980, La Vie de la vie (t. 2)  (ISBN 2020056372)
  - 1986, La Connaissance de la connaissance (t. 3)  (ISBN 2020092573)
  - 1991, Les Idées (t. 4)  (ISBN 2020136694)
  - 2001, L’Humanité de l’humanité (t. 5)  (ISBN 2020227150)
  - 2004, L'Éthique complexe (t. 6)  (ISBN 2020786389)
- Mioara Mugur-Schächter, Le tissage des connaissances, en cours de publication ; manuscrit et vidéo disponibles en ligne
- Jean Piaget, Logique et connaissance scientifique, Encyclopédie de La Pléiade, 1967
- Jean Piaget, L'épistémologie génétique, coll. « Que sais-je ? », PUF  (ISBN 2130549977)
- Tom Rockmore, « Hegel et le constructivisme épistémologique », Revue de métaphysique et de morale, vol. 1, no 53,‎ 2007, p. 103-113 (lire en ligne).
- Lynn Segal, Le Rêve de la réalité, Heinz von Foerster et le constructivisme, 1990  (ISBN 202011471-2).
- Marie-José Avenier, « Les paradigmes épistémologiques constructivistes : post-modernisme ou pragmatisme ? », Management & Avenir, 2011/3 (n° 43), p. 372-391.
- (en) Herbert Simon, The science of the artificial, 1969  (ISBN 0262690233)
- Herbert Simon La science des systèmes, science de l’artificiel, 1974, trad. André Demailly et Jean-Louis Le Moigne  (ISBN 2729702873, 2070301524, 2040198156 et 0262193744)
- Jean-Claude Tabary, Théorie de la connaissance et autonomie biologique — Thèse constructiviste sur la genèse de la pensée en lien avec la structure du cerveau (20 chapitres et articles, environ 600 pages de texte)
- Paul Watzlawick (dir.), Ernst von Glaserfeld, Heinz von Foerster, Rupert Riedl, David L. Rosenhan, Rolf Breuer, Jon Elster, Gabriel Stolzenberg et Francisco J. Varela, L'invention de la réalité, contributions au constructivisme, 1981, trad. Anne-Lise Hacker  (ISBN 202009861X, 2020294524, 2020156776 et 2020294524)

### Études sur un auteur

#### Sur Jean-Louis Le Moigne
- Marie-José Avenier et Dominique Genelot (dir.), Agir et penser en complexité avec Jean-Louis Le Moigne : Témoignages de mises en actes, L'Harmattan, 2012  (ISBN 2296965407)
- Interview de J. L. Le Moigne par Denis Failly à propos du livre Le Constructivisme, modéliser pour comprendre
- Notes de lecture :
  - Sur Les épistémologies constructivistes, 1
  - Sur Les épistémologies constructivistes, 2
  - Sur Le constructivisme, t. 1 : Les enracinements
  - Sur Le constructivisme, t. 2 : Épistémologie de l’interdisciplinarité
  - Sur Le constructivisme, t. 3 : Modéliser pour comprendre

#### Sur Edgar Morin
- Note de lecture sur Edgar Morin, La Méthode, Les Idées (t. 4)

#### Sur Mioara Mugur-Schächter
- Jean-Paul Baquiast, Note de lecture sur Mioara Mugur-Schächter, Sur le tissage des connaissances, 28/07/06
- Jean-Louis Le Moigne, Note de lecture sur Mioara Mugur-Schächter, Sur le tissage des connaissances, 16/08/06

#### Textes en ligne
- (en) Revue Constructivist Foundations
- Subjectivité comme auto-organisation. Une étude du constructivisme radical au départ de Husserl par Edmund M. Mutelesi, Dissertation doctorale à l'Institut supérieur de philosophie, université catholique de Louvain (Belgique)
- Constructivisme et justification éthique de Gérard Fourez